# Lana Trotovšek
Lana Trotovšek (Liubliana, 1983) é uma violinista eslovena. Atualmente é integrante do The Greenwich Trio e do Badke Quartet.

## Prêmios

### Individuais
- Prešeren Award of University (mais alto reconhecimento artístico da Eslovênia)[2]

### Com oThe Greenwich Trio
- 2008 - Solti Foundation Award[3]
- 2010 - Tunnell Trust Award[3]

### Com oBadke Quartet
- Vencedores do 5th Melbourne International Chamber Music Competition